# Human (album)
Human er det fjerde album af det amerikanske dødsmetal-band Death, som blev udgivet i 1991 gennem Relativity Records. Udgivelsen markerede begyndelse på den endelige musikalske ændring for Death. Lyden på albummet er meget mere teknisk og progressivt end nogen af gruppens tidligere albums. Teksterne blev langt mere introperspektive i forhold til de splatter inspirerede tekster på de to første udgivelser, og de samfundskritiske på Spiritual Healing. På alle efterfølgende værker tog denne nye stil endnu mere til.
Bassisten Steve DiGiorgio forlod Death igen efter indspilningerne, men vendte dog tilbage til indspilningerne af Individual Thought Patterns. Hans afløser blev Skott Carino, som turnerede med bandet i 1991-1992. Carino inspillede også et par sekunder af bassen på instrumentalnummeret "Cosmic Sea", men resten af sangen inklusive bassoloen blev indspillet af DiGiorgio.
Sangen "Cosmic Sea" er med i computerspillet Damage Incorporated.

## Spor
1. "Flattening of Emotions" – 4:28
2. "Suicide Machine" – 4:19
3. "Together as One" – 4:06
4. "Secret Face" – 4:36
5. "Lack of Comprehension" – 3:39
6. "See Through Dreams" – 4:26
7. "Cosmic Sea (Instrumental)" – 4:23
8. "Vacant Planets" – 3:48
9. "God of Thunder" – 3:56 (KISS cover, kun som japansk bonusspor)[2]

## Fodnoter
1. ↑  Damage Incorporated: Richard Rouse Under the Hot Lamps
2. ↑  Traditional Symbol For Superior Music